# Джон Голзі
Джон Голзі (англ. John Halsey, бл. 1662—1708) — британський капер, а пізніше пірат, який діяв в Атлантичному та Індійському океанах на початку XVIII століття. Хоча більша частина його життя та кар'єри невідома, про нього згадується у «Загальній історії піратів» капітана Чарлза Джонсона 1724 року, де зазначається, що: «Він був хоробрим, великодушним до всіх своїх в'язнів, користувався повагою серед своїх людей, які сумували про його смерть. Його могилу зробили в саду кавунів і обгородили частоколом, щоб запобігти паплюженню дикими свинями».

## Біографія
Голзі народився в Бостоні й став капером на службі Королівства Великої Британії, командуючи 10-гарматною бригантиною «Charles» під час Війни за іспанську спадщину (або Війни королеви Анни, як її називали в американських колоніях), і здійснив напади на французькі рибальські човни біля Ньюфаундленда, звідти відплив до Фаяла на Азорських островах, а потім до Канарських островів, де він атакував іспанські кораблі, які прямували до Барселони протягом 1704 року. Під час плавання кілька його людей дезертирували, після того, як він висадив свого лейтенанта на берег на островах Кабо-Верде. Однак згодом вони були повернуті Голзі португальським губернатором, який визнав чинність його каперського свідоцтва. Наприкінці 1704 року і на початку 1705 року Голзі був у Карибському морі, здійснюючи набіги на Каракасу Венесуелі разом з Адріаном Клавером та іншими каперами.
У 1706 році закінчився термін каперського свідоцтва Голзі і він вирішив продовжувати своє ремесло, вже як пірат. З цією метою він вирушив до Індійського океану, оминувши мис Доброї Надії. Дорогою до затоки Сен-Огюстен, де планував поповнити запаси води, деревини та іншої провізії, Голзі підібрав на узбережжі Мадагаскару кількох моряків із корабля «Degrave» капітана Янга, який зазнав тут кораблетрощі. Із затоки Сен-Огюстен, він відплив до Червоного моря на пошуки кораблів зі скарбами Імперії Великих Моголів, які курсували в Індійському океані на маршрутах між Індією та Червоним морем і Меккою на Аравійському півострові.
Наприкінці 1706 року «Charles» помітив великий голландський корабель, який Голзі відмовився атакувати, не бажаючи завдавати шкоди кораблеві європейської держави. Його екіпаж, який вважав, що це самотній торговий корабель і чудова жертва для нападу, обвинуватив капітана і його каноніра за боягузтво і змістив їх із посад, після чого розпочав атаку на голландський корабель. Проте при наближенні до своєї цілі, пірати виявили, що голландське судно було озброєне 16-ма гарматами. Голландці розвернулись і зробили попереджувальні постріли у бік «Charles», яким було поранено рульового, який стояв за штурвалом, а також відірвало поворотну гармату та серйозно пошкодило топсель. Напад із боку голландського корабля захопив екіпаж зненацька, і багато хто втік у трюм корабля. Попри пошкодження, «Charles» врятувався та втік і невдовзі Голзі відновили на посаді командира.
Після захоплення двох прибережних торгових кораблів біля Нікобарських островів у лютому 1707 року він відплив до Малаккської протоки. Проте рейд вийшов невдалим через низький моральний дух екіпажу, який був на кораблі після інциденту з голландським судном.
Повернувшись на Мадагаскар, Голзі набрав додаткових людей, включаючи свого квартирмейстра Натаніеля Норта. Прямуючи до Мохи, незабаром після входу в Червоне море в серпні 1707 року він зіткнувся з британською ескадрою з п'яти військових кораблів. Попри те, що загальне озброєння британської флотилії налічувало 62 гармати, Голзі вирішив вступити в бій. Він примусив до втечі три англійських кораблі, після чого захопив два інших, отримавши здобич вартістю 50 тисяч фунтів стерлінгів у грошах і вантажі.
Після повернення на Мадагаскар у січні 1708 року його флотилія була практично знищена ураганом і невдовзі Голзі помер від якоїсь хвороби, яка перебігала з гарячкою. Девід Вільямс був обраний капітаном останнього захопленого Голзі корабля, шотландського судна «Neptune», але він майже одразу загинув під час урагану.